# Parafia św. Jana Kantego w Ustrobnej
Parafia św. Jana Kantego w Ustrobnej – parafia rzymskokatolicka znajdująca się w diecezji rzeszowskiej w dekanacie Frysztak.
Kościół parafialny zbudowano w stylu neogotyckim w latach 1860–1877 według projektu  Teofila Żebrawskiego. Parafia została erygowana w 1895. Kościół konsekrował biskup Józef Sebastian Pelczar w dniu 23 maja 1903. W czasie II wojny światowej kościół został zniszczony w 60%, po wojnie odbudowany, a w ostatnich latach poddany renowacji. W ołtarzu głównym znajduje się rzeźbiona grupa Pasji z przełomu XIX i XX wieku, między innymi krucyfiks wykonany w Monachium, rzeźba Matki Boskiej i św. Jana Ewangelisty wykonane przez krakowskiego rzeźbiarza Franciszka Wyspiańskiego.
Terytorium parafii obejmuje Ustrobną, Bratkówkę oraz Bajdy, gdzie znajduje się kaplica pw. św. Królowej Jadwigi. Księgi parafialne prowadzone są od 1882 roku.